# Psammoecus amoenus
Psammoecus amoenus là một loài bọ cánh cứng trong họ Silvanidae. Loài này được Grouvelle miêu tả khoa học năm 1912.